# Knock ou le Triomphe de la médecine
Pour les articles homonymes, voir Knock.
Knock ou le Triomphe de la médecine est une pièce de théâtre de Jules Romains, représentée pour la première fois à Paris, à la Comédie des Champs-Élysées, le 14 décembre 1923, sous la direction de Jacques Hébertot, mise en scène et décors de Louis Jouvet, qui interprète également le rôle principal.
Comédie grinçante, la pièce de théâtre Knock dénonce la manipulation, qu'il s'agisse de médecine ou de toute idéologie issue de l'image de l'autorité.

## Personnages
- Knock
- Dr Parpalaid
- Mme Parpalaid
- M. (et Mme) Mousquet (pharmaciens)
- M. Bernard (instituteur)
- Le tambour de ville

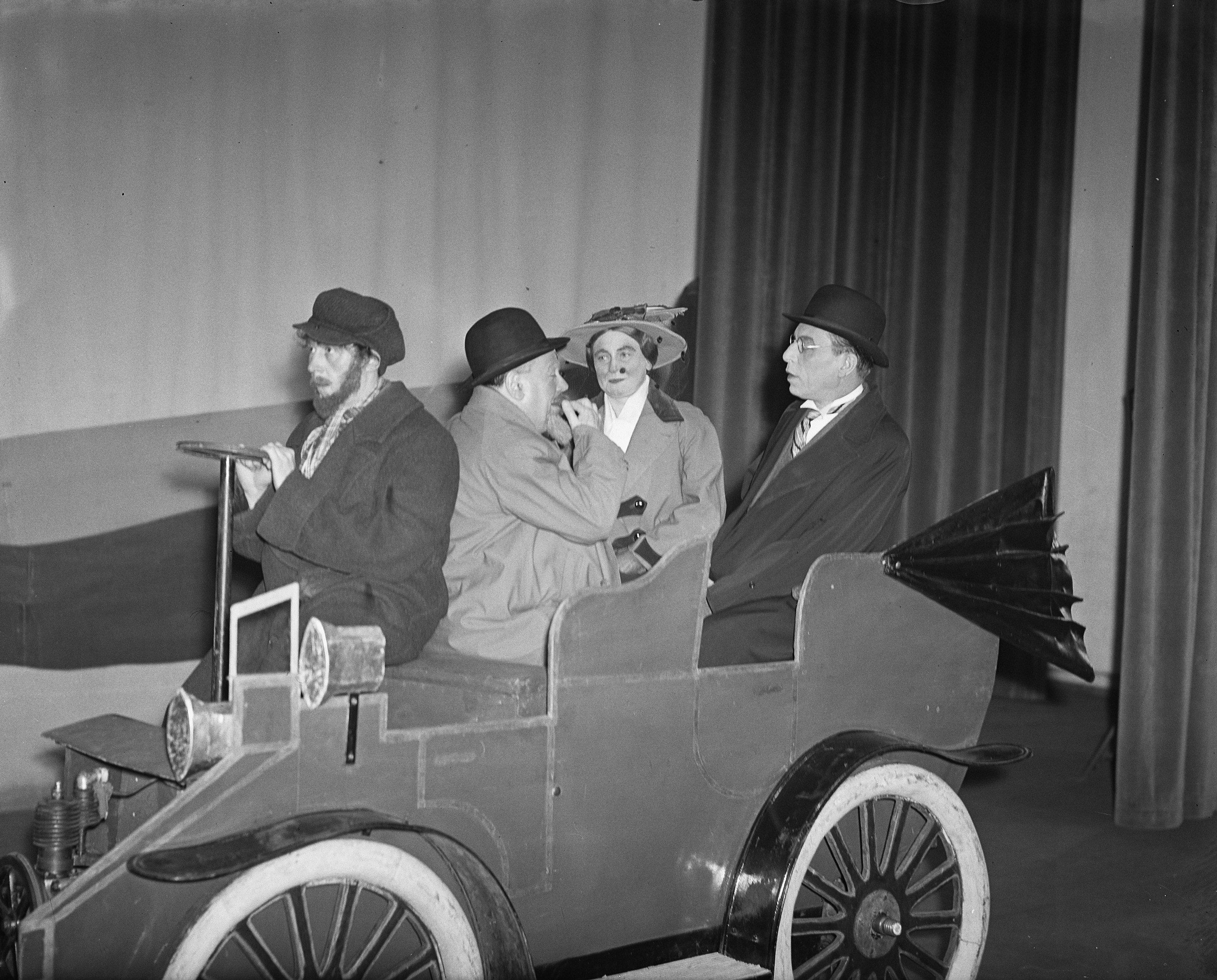
Scène de l'acte I de Knock ou le Triomphe de la médecine : le chauffeur Jean, le couple Parpalaid et, à droite, Knock, interprété par Louis Jouvet (1950).

- Premier gars (un patient / consultant)
- Deuxième gars
- Scipion (serviteur de l'hôtel)
- Jean (le voiturier)
- Mme Rémy (tenancière de l'hôtel)
- La dame en noir (une patiente / consultante)
- La dame en violet (une patiente / consultante)
- La bonne de l'hôtel

## Résumé

### Premier acte
Le Dr Parpalaid a vendu au Dr Knock « une clientèle nulle ». Acceptant le défi, Knock dresse à ses interlocuteurs (Parpalaid et son épouse) un tableau si invraisemblable de ses prétentions médicales que le Dr Parpalaid en arrive à se demander s'il est réellement médecin. Lorsque l'acte se termine on ne sait pas si Knock gagnera son pari, mais on a déjà assisté à la première étape de ce travail : estimer les revenus de ses futurs clients et repérer tout ce qui pourrait faire obstacle à l'idéologie qu'il a l'intention de promouvoir.

### Deuxième acte
On assiste à la démonstration des techniques du Dr Knock. Jules Romains décrit pratiquement toutes les techniques de manipulation enseignées pour la pratique clinique ou la vente. Il fait défiler tous les groupes sociaux du canton ou les supports que Knock utilise : l'information, avec le tambour de ville et l'instituteur, le commerce, la paysannerie, l'aristocratie de province. L'acte se termine avec deux hommes éméchés dont Knock prend le contrôle avec vigueur, rappelant que la force est toujours présente derrière l'idéologie.

### Troisième acte
Le Dr Parpalaid, qui se moquait de Knock au premier acte, est maintenant témoin de son succès. Stupéfait, il est malmené par les « disciples » de Knock. Ce dernier a réussi à prendre le contrôle sur tout le canton, puisque ceux qui ne sont pas au lit travaillent pour lui. Il observe alors ses disciples agir pour lui. Lorsque Knock se retrouve seul avec son confrère docteur, il va se lancer dans un discours où il étale sa volonté de puissance, qui se rapproche de la folie. 
La dernière réplique montre que Knock ne rencontre plus aucune résistance, puisque même un médecin arrive à se croire malade et demande des soins au manipulateur.

## Citations
- Knock : « Les gens bien portants sont des malades qui s'ignorent ! »
- Knock : « Ne confondons pas. Est-ce que ça vous chatouille, ou est-ce que ça vous gratouille ? »
- Knock : « Car leur tort, c'est de dormir dans une sécurité trompeuse, dont les réveille trop tard le coup de foudre de la maladie. »
- Docteur Parpalaid : « Dépendant de tous, vous ne dépendez de personne. »
- Scipion : « Et la bonne ? Elle enfile des perles ? »
- Mousquet : « Vous êtes un penseur, vous, docteur Knock, et les matérialistes auront beau soutenir le contraire, la pensée mène le monde. »

## Mises en scène

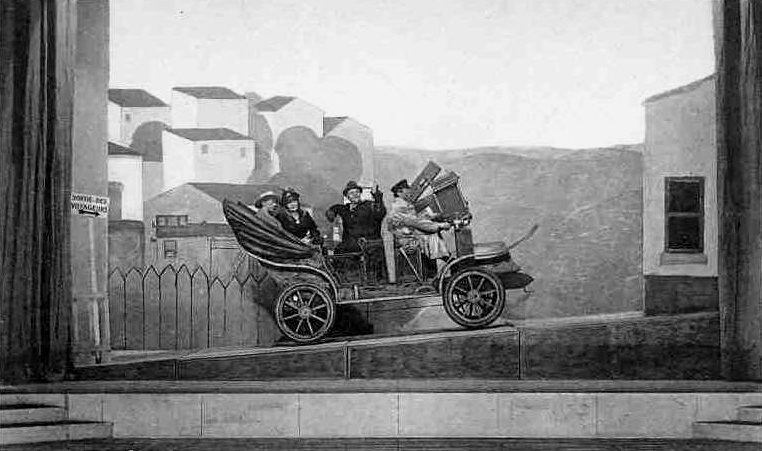
Représentation de Knock ou le Triomphe de la médecine au Théâtre du Marais à Bruxelles, en 1924.

- En 1932 une traduction en espéranto (par Pierre Corret) de la pièce fut représentée dans la cadre du Congrès universel, qui avait lieu cette année-là à Paris.
- Knock, mise en scène de Pierre Mondy, avec Michel Serrault (Théâtre de la Porte Saint Martin, 1992)
- Knock, mise en scène de Maurice Bénichou, avec Fabrice Luchini (Théâtre de l'Athénée, puis Théâtre Antoine, 2002)
- Knock, mise en scène de Nikson Pitaqaj, compagnie Libre d'Esprit, création 2011-2012, Théâtre de l’Épée de Bois à La Cartoucherie de Vincennes

## Adaptations à l'écran

### Au cinéma
- 1925 : Knock réalisé par René Hervil.
- 1933 : Knock ou Le triomphe de la médecine réalisé par Roger Goupillières et Louis Jouvet.
- 1951 : Knock réalisé par Guy Lefranc.
- 2017 : Knock réalisé par Lorraine Levy.

### À la télévision
- 1955 : Knock, réalisé par Marcel Cravenne.
- 1967 : Knock o il trionfo della medicina, réalisé par Vittorio Cottafavi.
- 2004 : Knock réalisé par Laurent Preyale.